# قطعنامه ۱۲۴ شورای امنیت
قطعنامه ۱۲۴ شورای امنیت سازمان ملل متحد که در تاریخ ۰۷ مارس ۱۹۵۷ تصویب شد، سندی بین‌المللی دربارهٔ پذیرش اعضای جدید سازمان ملل متحد: غنا است. این قطعنامه طی نشست ۷۷۵ام با ۱۱ موافق، ۰ مخالف و ۰ ممتنع تصویب شد.